# Henrik Håkansson (kock)
Henrik Håkansson är en svensk kock. Han vann Årets kock 1997 och har framför allt arbetat i Göteborg.
Håkansson var med i Svenska kocklandslaget 1996–2000, har varit TV-kock och har även lagat mat och komponerat menyn för Nobelfesten.